# Instituto Nacional de la Vivienda (España)

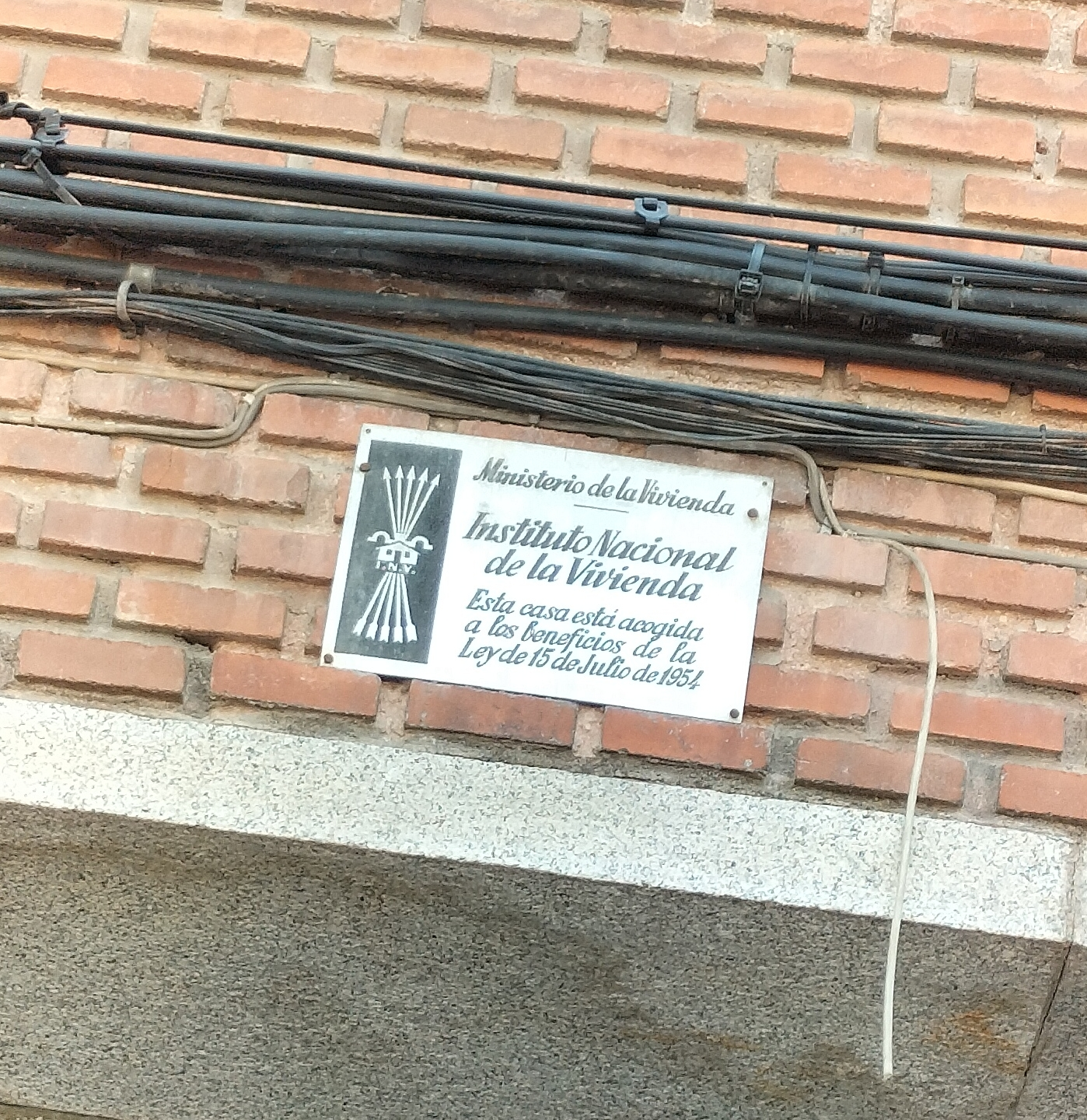
Placa del Instituto Nacional de la Vivienda en Canillejas, Madrid

El Instituto Nacional de la Vivienda (INV) fue un organismo español creado durante la dictadura franquista el 19 de abril de  1939 y suprimido en 1980 con el objetivo de fomentar la vivienda y asegurar el uso de la misma. Durante su existencia se construyeron millones de viviendas protegidas.
Durante su existencia iría pasando por las manos de diferentes ministerios tales como el Ministerio de Acción y Organización Sindical, el Ministerio de Trabajo o finalmente, en la década de los 1950, pasaría a pertenecer al nuevo Ministerio de Vivienda.
El instituto, siempre bajo la tutela del ministerio de marina y defensa, sería instrumentalizado por el régimen para, mediante las viviendas adjudicadas, sobrepoblar con policías y militares zonas conflictivas, tal como escribiría el historiador Joan Cebrian en su artículo ‘’El instituto nacional de la vivienda, la dictadura a la vuelta de la esquina’’ .(en catalán, ''L’Instituto Nacional de la Vivienda, la dictadura en girar la cantonada’’)
Fue también notoria la corrupción del instituto. Era común, entre altos cargos de la policía y el ejército, la repartición de viviendas en las zonas altas de las ciudades, siendo el distrito de sarria-sant Gervasi (Barcelona) uno de los más afectados.[cita requerida]

## Historia

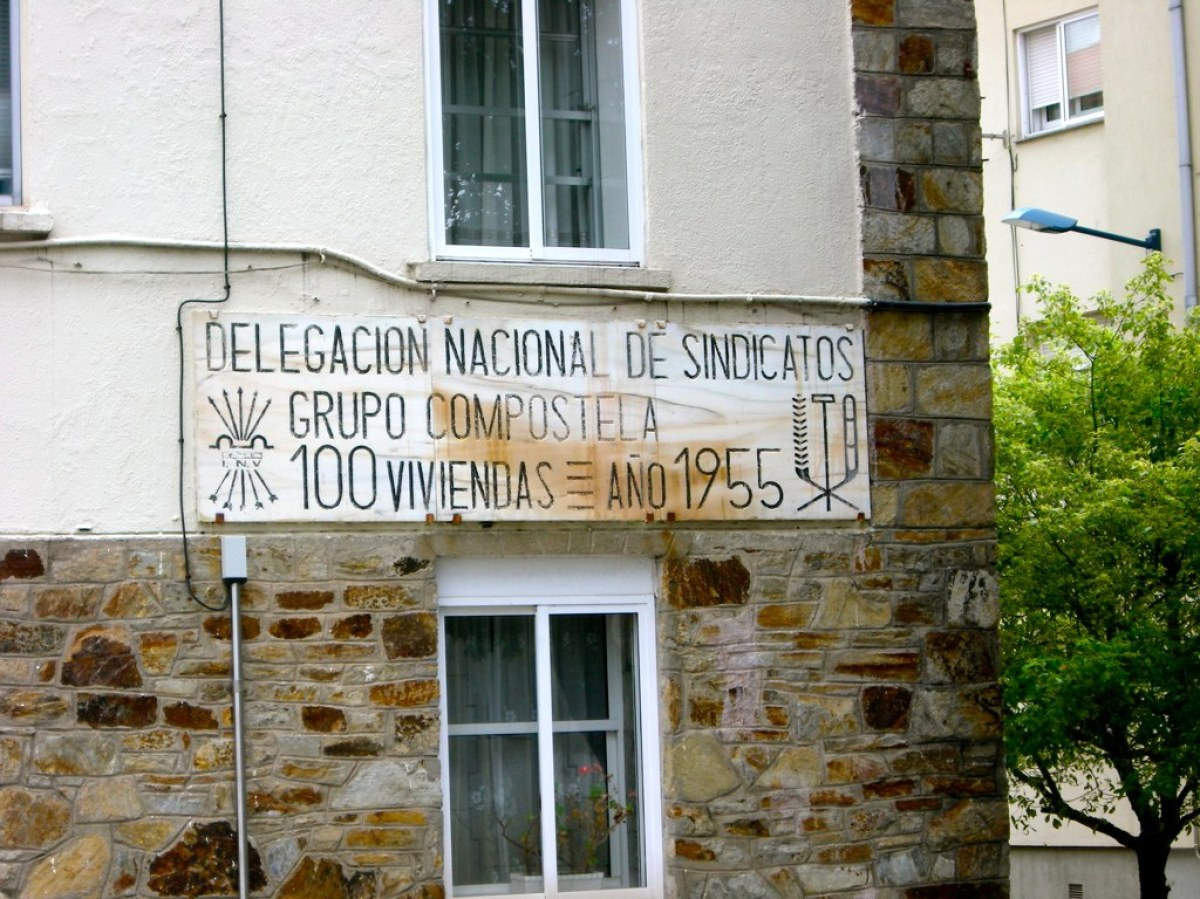
Placa en edificio construido por la Delegación Nacional de Sindicatos.1955

El INV, creado por Pedro González-Bueno y Bocos, en el seno del Ministerio de Acción y Organización Sindical, tenía una personalidad jurídica propia y autónoma para administrar su patrimonio, pero años más tarde pasó a pertenecer a la Organización Sindical, después al Ministerio de Trabajo y por último al Ministerio de Vivienda cuando se creó en 1957.
En sus primeros años de existencia estuvo bajo la dirección del pamplonés Federico Mayo Gayarre (1894-1954), ingeniero de minas nombrado capitán de Ingenieros durante la guerra civil. Ocupó el cargo de director general del Instituto Nacional de la Vivienda desde su fundación hasta su muerte en 1954. 
Algunas de las tareas más importantes que realizaba eran:
- Imponer sanciones.
- Dictar ordenanzas de construcciones protegidas y aprobar y calificar sus proyectos de construcción.
- Vigilar el uso y buen aprovechamiento de las viviendas.
- Inspeccionar los proyectos aprobados.